# 플라이 미 투 더 문 (2008년 영화)
《플라이 미 투 더 문》(Fly Me to the Moon)은 2008년 공개된 SF 코미디 애니메이션 영화이다.
플라이 미 투 더 문은 일루미나타 픽쳐스와 협력하여 nWave 픽처스가 제작했으며, 미국에서는 서밋 엔터테인먼트와 비방디 비주얼 엔터테인먼트가 배급했다. 이 영화는 비평가들로부터 일반적으로 부정적인 평가를 받았으며 흥행에 실망하여 2,500만 달러 예산 대비 4,170만 달러의 수익을 올리는 데 그쳤다.

## 줄거리
1969년, 우주 비행사를 꿈꾸는 11살 파리 냇은 친구 아이큐, 스쿠터와 함께 아폴로 11호에 몰래 탑승하여 달에 가기로 결심한다. 냇의 할아버지 아모스는 과거 자신의 모험담을 자주 들려주며 냇의 꿈을 키웠다. 세 파리는 우여곡절 끝에 아폴로 11호에 탑승, 우주로 향한다. 발사 후, 냇과 친구들은 우주 비행사들의 헬멧 속에서 활동하며 우주를 경험한다. 한편, 지구에서는 소련 파리들이 미국의 달 착륙을 방해하려는 음모를 꾸미고, 냇의 가족들은 이 사실을 알게 되어 아들의 안전을 걱정한다.
달 궤도 진입 과정에서 우주선에 문제가 발생하자, 냇과 아이큐는 위험을 무릅쓰고 수리를 돕는다. 우주선이 달에 착륙한 후, 냇은 닐 암스트롱의 헬멧 안에서 역사적인 순간들을 함께하며 감격한다. 다른 파리들도 합류하지만, 갑자기 마비 스프레이를 맞고 포획되기도 한다.
지구에서는 소련의 음모가 계속되는 가운데, 과거 아모스와 인연이 있던 소련 파리 나디아가 이 사실을 알게 된다. 나디아는 아모스에게 연락하여 함께 소련 파리들의 방해를 막기 위해 나선다. 아모스 일행의 활약으로 우주선은 무사히 지구로 귀환하고, 냇과 친구들은 영웅이 되어 돌아온다. 마지막 장면에서 실제 우주 비행사 버즈 올드린은 이 모든 이야기가 허구이며, 실제로 파리가 우주에 간 적은 없다고 밝힌다.

## 출연

### 주연
- 트레버 객넌
- 필립 볼든
- 데이빗 고어

### 조연
- 팀 커리
- 로버트 패트릭
- 켈리 리파
- 버즈 올드린
- 니콜레트 세리단
- 에드 비글리 주니어
- 크리스토퍼 로이드
- 에이드리언느 바보우
- 캠 클락
- 스티브 크래머
- 미미 메이나드
- 스콧 멘빌
- 로레인 니콜슨
- 샌디 심슨
- 소피 심슨
- 더그 스톤

## 기타
- 배역: 미미 메이나드
- 배역: 지나 갤로

## 같이 보기
- 컴퓨터 애니메이션 영화 목록
- RealD
- 우주 실험 동물